# 横田秀雄
横田 秀雄（よこた ひでお、文久2年8月19日〈1862年9月12日〉 - 1938年〈昭和13年〉11月16日）は、日本の裁判官（大審院長）。法学博士。明治大学総長。帝国学士院会員。雅号は鵠山。
「大正の大岡」と呼ばれた。
第4代最高裁判所長官横田正俊は長男。元鉄道大臣小松謙次郎は実弟。

## 経歴
信濃国埴科郡松代城下代官町（後の長野市松代町）に、松代藩士の父・横田数馬、母・亀代子の長男として生まれる。長じて1877年長野県師範学校に入学し、同年第十八番変則中學校の英学専門生となるが、翌年中退。上京して1880年司法省法学校に入学。
1888年（明治21年）帝国大学法科大学（のち東京大学法学部）を卒業。判事になる。
1899年（明治32年）慶應義塾大学部政治科教授（物権担当）。東京専門学校や明治法律学校などにも出講した。1923年（大正12年）から1927年（昭和2年）まで大審院長を務めた。
たぬき・むじな事件を無罪とする、また男子の貞操義務を認める、など複数の画期的・進歩的な判決を出した。
1924年（大正13年）11月から翌年2月まで明治大学学長、5月復職、1932年（昭和7年）3月同大学総長。学長および総長在任中に関東大震災で焼失した記念館の再建、政治経済学部や専門部女子部、専門部文科の設置、和泉グラウンド（のちの和泉キャンパス）の開設などに尽力したが、学内紛争への対応に苦慮し、1934年（昭和9年）3月辞任。 
1938年（昭和13年）11月16日死去。享年77。青山墓地に眠る。

## 栄典
位階
- 1914年（大正3年）5月11日 - 正四位[7]
- 1919年（大正8年）6月10日 - 従三位[8]

勲章等
- 1910年（明治43年）6月24日 - 勲三等瑞宝章[9]
- 1915年（大正4年）11月10日 - 大礼記念章[10]
- 1924年（大正13年）6月30日 - 勲一等瑞宝章[11]

## 人物像
横田は乃木希典を非常に尊敬していた。長男の正俊によると、「軍人や役人は乃木さんのようでなければならない。」というのが口癖で、乃木将軍殉死の報に接したときは、正座してハラハラと涙を流したという。
横田は寄席が好きだった。寄席について「一体講談や落語はいいものです。世間の事情、下層階級の生活状態がよくわかる。裁判官はこういう処へ行って見るのもいいですね。私がよく通った頃は円朝の全盛時代でしてね、その頃橘之助という三味線の爪弾などをよくやる女がいて書生に人気があった…」と述べている（『国民新聞』昭和2年8月）。
退職後の横田は明治大学学長、総長のかたわら郷里に象山神社を建設しようと奔走した。横田は「七十五歳になった今日しなければならないことが二つある。その一つは同郷の先輩である佐久間象山先生のことで、神社建設のために狂奔していること、今一つは、今少し先生の事蹟を世間に発表したいこと｣と述べている（『文藝春秋』昭和11年8月）。

## 家族・親族
実家
（和田英#家系・親族も参照）
- 父・横田数馬（信州松代藩士）
- 母・横田亀代子
- 姉・和田英（『富岡日記』の著者）
- 弟・小松謙次郎（元鉄道大臣、妻の兄に荒川巳次）、横田俊夫（元朝鮮高等法院判事）
- 妹・間庭志能武（長野県士族・間庭延俊に嫁す）ほか

自家
- 妻・秀野（ 岡山県士族・元大審院長霜山精一の姉）
- 長男・横田正俊（裁判官・元最高裁判所長官）
- 次男・吾妻光俊（元一橋大学教授）
- 三男・横田保俊
- 四男・横田雄俊（弁護士） - 華族赤化事件に関与する。妻の春子は上村従義の長女で、岩倉靖子のいとこ[12]。
- 五男・横田明俊
- 長女・田代千鶴 ‐ 外交官・田代重徳（田代義徳の二男)の妻

## 系譜
横田家
横田家の先祖は奥会津横田の住人・山内大学と伝えられ、江戸時代には信州松代藩士として150石の禄を受けていた中級武士であった。
```
　　　　　　　　桂太郎━━三郎
　　　　　　　　　　　　　　┃
　　　　　　　　　　　　　　┣━━━井上光貞
　　　　　　　　　　　　　　┃　　　　┃
　　　　　　　　井上馨━━千代子　　　┃
　　　　　　　　　　　　　　　　　　　┃
　　　　　　　伊達宗徳━━二荒芳徳　　┃　　　
　　　　　　　　　　　　　　　┃　　┏明子
　　　　　　　　　　　　　　　┣━━┫
　　　　　　　　　　　　　　　┃　　┗治子
　　　北白川宮能久親王━━━拡子　　　　┃
　　　　　　　　　　　　　　　　　　　　┃
　　　　　　　　　　　　　　　　　　┏一義
　　　　　　　　　　　　　　　　　　┃
　　　　　　　　　　　　　　　　　　┣泰介
　　　　　　　　　　　　　　　　　　┃　　　
　　　　　　　　　　　　　石坂泰三　┣泰夫
　　　　　　　　　　　　　　　┃　　┃
　　　　　　　　　　　　　　　┣━━╋泰彦
　　　　　　　　　　　　　　　┃　　┃
　　　　　　　　　織田一━━雪子　　┣信雄
　　　　　　　　　　　　　　　　　　┃
　　　　　　　　　　　　　　　　　　┣智子
　　　　　　　　　　　　　　　　　　┃
　　　　　　　　　　　　　　　　　　┗操子
　　　　　　　　　　　　　　　　　　　┃
　　　　　　　　　　　┏霜山精一━━━徳爾
　　　　　　　　　　　┃
　　　　　　　　　　　┗秀野　　　┏正俊
　　　　　　　　　　　　　┃　　　┃
　　　　　　　　　　　　　┣━━━╋吾妻光俊
　　　　　　　　　　　　　┃　　　┃
　　　　　　　　　　┏━秀雄　　　┗雄俊
　　　　　　　　　　┃
　　　　　横田数馬━╋和田英
　　　　　　　　　　┃
　　　　　　　　　　┗小松謙次郎

```